# Linda Hart
Linda Hart (Dallas, 5 luglio 1950) è una cantante e attrice statunitense.

## Biografia
Nata a Dallas, Linda Hart cominciò a cantare da bambina nel coro della chiesa del padre. Insieme alla famiglia, la Hart cantava musica gospel in televisione già dall'adolescenza e successivamente lasciò il Los Angeles City College quando la famiglia Hart ottenne un contratto con la Columbia Records e si trasferì a Nashville. Dal 1978 al 1980 e poi ancora dal 1982 al 1983, Linda Hart fece parte delle Harlettes, le tre coriste che accompagnano Bette Midler nei suoi concerti. La Hart lavorò ancora con Bette Midler nel film Stella (1990) e poi nel film TV Gypsy (1993).
Nel 1987 fece il suo debutto a Broadway nel musical Anything Goes al Lincoln Center e per la sua interpretazione nel ruolo di Erma vinse il Theatre World Award; successivamente rimpiazzò brevemente Patti LuPone nel ruolo della protagonista Reno Sweeney. Successivamente continuò a recitare nel mondo del musical, recitando in ruoli da protagonista in allestimenti regionali di She Loves Me (1990) e Pal Joey (1992). Nel 2002 tornò a Broadway nella prima del musical Hairspray, in cui interpretava l'antagonista Velma von Tussle. La sua ultima apparizione a Broadway risale al 2011, quando recitò nella riduzione teatrale di Prova a prendermi con Aaron Tveit e Norbert Leo Butz.

## Filmografia

### Cinema
- Tempi migliori (The Best of Times), regia di Roger Spottiswoode (1986)
- Stella, regia di John Erman (1990)
- Cercasi un colpevole disperatamente (Off and Running), regia di Edward Bianchi (1991)
- Un mondo perfetto (A Perfect World), regia di Clint Eastwood (1993)
- Get Shorty, regia di Barry Sonnenfeld (1995)
- Tin Cup, regia di regista Ron Shelton (1996)
- Pazzi in Alabama (Crazy in Alabama), regia di Antonio Banderas (1989)
- Insider - Dietro la verità (The Insider), regia di Michael Mann (1999)
- Beautiful - Una vita da miss (Beautiful), regia di Sally Field (2000)
- Showtime, regia di Tom Dey (2002)
- Soldifacili.com (The First $20 Million Is Always the Hardest), regia di Mick Jackson (2002)

### Televisione
- Hazzard (The Dukes of Hazzard) – serie TV, 1 episodio (1981)
- Giudice di notte (Night Court) – serie TV, 1 episodio (1984)
- Hill Street giorno e notte (Hill Street Blues) – serie TV, 2 episodi (1987)
- Agli ordini papà (Major Dad) – serie TV, 1 episodio (1992)
- Gypsy, regia di Emile Ardolino – film TV (1993)
- Il tocco di un angelo (Touched by an Angel) – serie TV, 1 episodio (1994)
- Casa e chiesa (Soul Man) – serie TV, 1 episodio (1998)
- The Practice - Professione avvocati (The Practice) – serie TV, 1 episodio (2001)
- Desperate Housewives – serie TV, 1 episodio (2005)
- Bones – serie TV, 1 episodio (2009)

## Teatro
- Bette! Divine Madness, regia di Bette Midler e Jerry Blatt (1979)
- Anything Goes, regia di Jerry Zaks (1987)
- Sid Caesar & Company, regia di Martin Charnin (1989)
- Hairspray, regia di Jack O'Brien (2002)
- Catch Me If You Can, regia di Jack O'Brien (2009)

## Doppiatrici italiane
- Stefanella Marrama in Tin Cup